# بایان‌خانغای
شهرستان بایان‌خانغای (به زبان مغولی: Баянхангай сум، [Bajanxangaj sum]؛ ᠪᠠᠶ᠋ᠠᠨ ᠬᠠᠩᠭ᠋ᠠᠢ ᠰᠤᠮᠤ، [bayan qaŋɣai sumu]) یک شهرستان (سُوم) در مغولستان است که در استان توف واقع شده‌است.

## تقسیمات اداری
شهرستان بایان‌خانغای متشکل از ۳ قصبه (باغ) می‌باشد، شامل:
- خوشوت (مغولی: Хөшөөт баг، [xöšööt bag]؛ ᠬᠥᠰᠢᠶᠡᠲᠤ ᠪᠠᠭ، [köšiyetü baɣ])
- نایرامدال (مغولی: Найрамдал баг، [Najramdal bag]؛ ᠨᠠᠶᠢᠷᠠᠮᠳᠠᠯ ᠪᠠᠭ، [nayiramdal baɣ])